# Krčava
Krčava je naseljeno mjesto u okrugu Sobrance u Košickom kraju u Slovačkoj.

## Stanovništvo
| Godina:     | 1993. | 2003.   | 2013.   | 2023.   |
| ----------- | ----- | ------- | ------- | ------- |
| Broj ljudi: | 442   | 441     | 429     | 437     |
| Razlika:    |       | -0,22 % | -2,72 % | +1,86 % |

| Godina:     | 2022. | 2023.   |
| ----------- | ----- | ------- |
| Broj ljudi: | 436   | 437     |
| Razlika:    |       | +0,22 % |

Prema podatcima iz 2023. naselje broji 437 stanovnika.

## Vanjske poveznice
|  | Zajednički poslužitelj ima još gradiva o temi Krčava |

- Službena stranica naselja (sl.)